# Bathurst 1000
Le Bathurst 1000 (nom officiel : Repco Bathurst 1000) est une course de voitures de tourisme longue de 1 000 km qui se tient chaque année depuis 1963 au Mount Panorama Circuit de Bathurst, en Nouvelle-Galles du Sud (Australie). La course avait lieu le premier dimanche d'octobre puis a été déplacée en 2008 au deuxième dimanche du même mois.

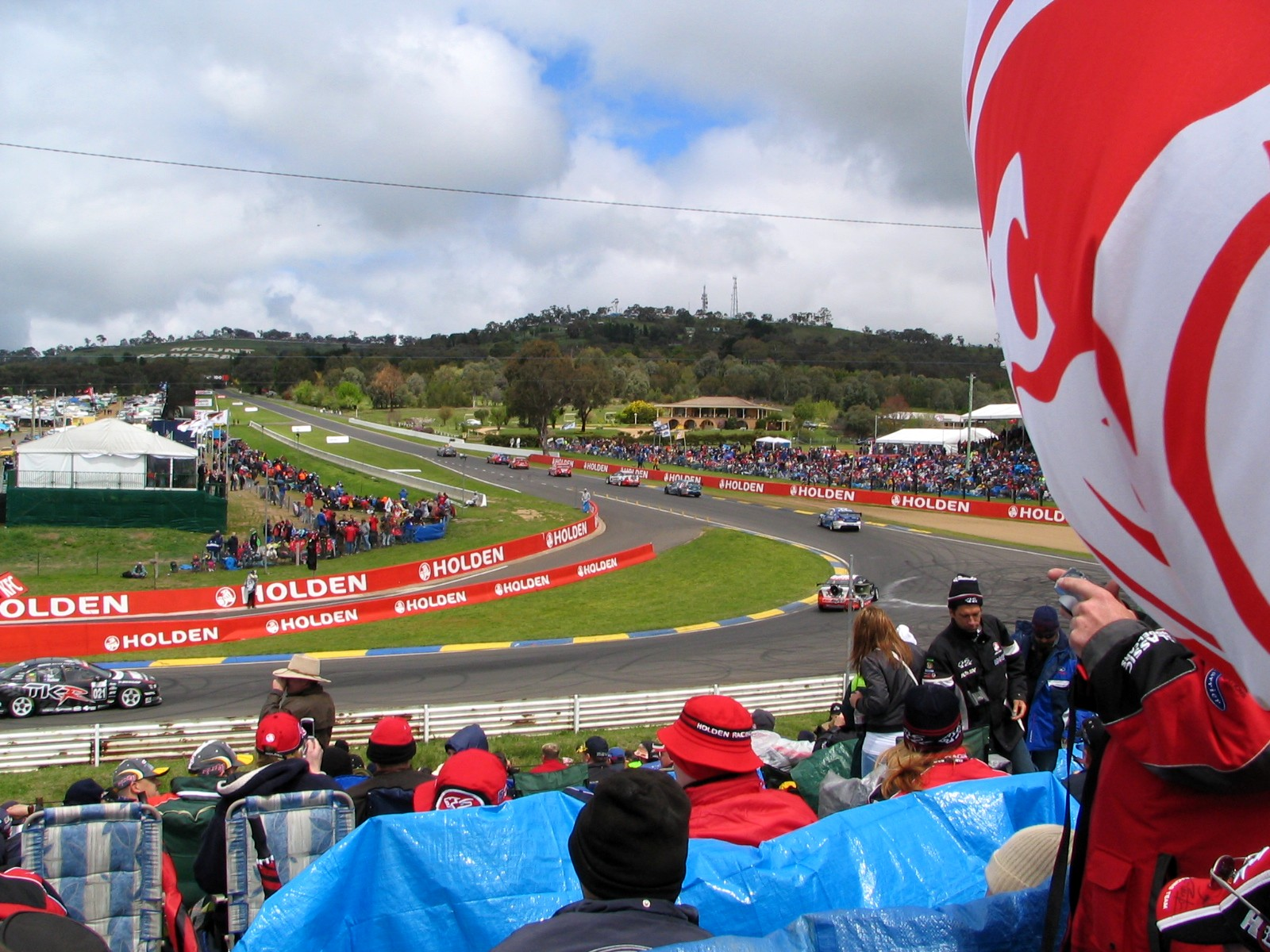
La Bathurst 1000, vue des stands au virage « Hell ».

## Histoire
L'épreuve doit son origine à une course automobile qui s'est tenue en 1960, 1961, et 1962, sur le circuit de Phillip Island sur la distance de 500 miles (800 km), appelée l'« Armstrong 500 ». En 1963, l'épreuve de 500 miles se déplace pour se tenir sur le Mount Panorama Circuit et la distance passera à 1 000 km à partir de l'édition de 1973.
L'édition 1987 compte pour le Championnat du monde des voitures de tourisme, seul saison de ce championnat avant sa renaissance en 2005 sous l'appellation WTCC. En 1997 et 1998, deux courses étaient courues au mois d'octobre à quelques jours d'écart, la seconde exclusivement réservée aux V8 Supercars et comptant pour le championnat V8 Supercars. Depuis 2000, la course est réservée exclusivement aux V8 Supercars et fait partie du championnat.
Les courses qui se sont tenues depuis la première édition ont souvent porté des noms différents pour refléter le nom des sponsors. Elle est connue chez les amateurs et les professionnels sous le nom de « The Great Race » (« La Grande course ») et est largement considérée comme la plus importante course de ce type en Australie.
Le vainqueur reçoit le Trophée Peter Brock, inauguré lors de l'épreuve de 2006 en l'honneur du pilote Peter Brock qui est, avec neuf succès dans cette compétition, le détenteur du plus grand nombre de victoires.

## Vainqueurs

### Liste des vainqueurs

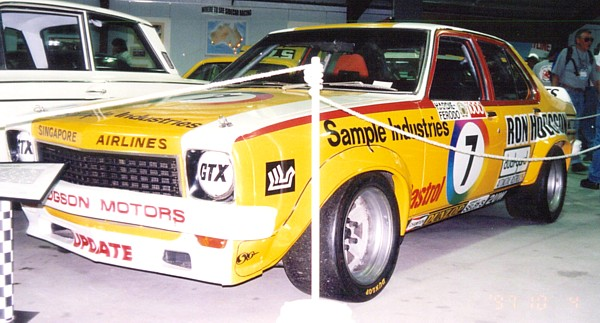
La Holden LH Torana L34 de John Fitzpatrick (aussi 2e en 1981) et de Bob Morris, victorieux en 1976.

| Course                             | Pilote(s)                              | Voiture                           | Nombre de tours            | Temps total                | Vitesse moyenne            |
| Phillip Island (500 Miles)         | Phillip Island (500 Miles)             | Phillip Island (500 Miles)        | Phillip Island (500 Miles) | Phillip Island (500 Miles) | Phillip Island (500 Miles) |
| ---------------------------------- | -------------------------------------- | --------------------------------- | -------------------------- | -------------------------- | -------------------------- |
| 1960 Armstrong 500                 | John Roxburgh (en) Frank Coad          | Vauxhall Cresta                   | 167 tours                  | 8 h 19 min 99,1 s          | 96,56 km/h                 |
| 1961 Armstrong 500                 | Bob Jane Harry Firth                   | Mercedes-Benz 220SE               | 167 tours                  | 8 h 18 min 0,0 s           | 96,95 km/h                 |
| 1962 Armstrong 500                 | Harry Firth Bob Jane                   | Ford XL Falcon                    | 167 tours                  | 8 h 15 min 16,0 s          | 97,48 km/h                 |
| Mount Panorama (500 Miles)         |                                        |                                   |                            |                            |                            |
| 1963 Armstrong 500                 | Harry Firth Bob Jane                   | Ford Cortina Mk.I GT              | 130 tours                  | 7 h 46 min 99,1 s          | 103,39 km/h                |
| 1964 Armstrong 500                 | Bob Jane George Reynolds               | Ford Cortina Mk.I GT              | 130 tours                  |                            |                            |
| 1965 Armstrong 500                 | Barry Seton Midge Bosworth             | Ford Cortina Mk.I GT500           | 130 tours                  | 7 h 16 min 45,1 s          | 110,54 km/h                |
| 1966 Gallaher 500                  | Rauno Aaltonen Bob Holden              | Morris Cooper S                   | 130 tours                  | 7 h 11 min 29,1 s          | 111,89 km/h                |
| 1967 Gallaher 500                  | Harry Firth Fred Gibson                | Ford XR Falcon GT                 | 130 tours                  | 6 h 54 min 99,1 s          | 116,34 km/h                |
| 1968 Hardie-Ferodo 500             | Bruce McPhee Barry Mulholland          | Holden HK Monaro GTS327           | 130 tours                  | 6 h 44 min 7,9 s           | 119,51 km/h                |
| 1969 Hardie-Ferodo 500             | Colin Bond Tony Roberts                | Holden HT Monaro GTS350           | 130 tours                  | 6 h 32 min 25 s            | 123,16 km/h                |
| 1970 Hardie-Ferodo 500             | Allan Moffat                           | Ford XW Falcon GTHO Phase II      | 130 tours                  | 6 h 34 min 26 s            | 122,85 km/h                |
| 1971 Hardie-Ferodo 500             | Allan Moffat                           | Ford XY Falcon GTHO Phase III     | 130 tours                  | 6 h 9 min 49,5 s           | 130,55 km/h                |
| 1972 Hardie-Ferodo 500             | Peter Brock                            | Holden LJ Torana GTR XU-1         | 130 tours                  | 6 h 0 min 99,1 s           | 133,74 km/h                |
| Mount Panorama (1,000 Kilometres)  |                                        |                                   |                            |                            |                            |
| 1973 Hardie-Ferodo 1000            | Allan Moffat Ian Geoghegan             | Ford XA Falcon GT                 | 163 tours                  | 7 h 20 min 6,8 s           | 136,33 km/h                |
| 1974 Hardie-Ferodo 1000            | John Goss Kevin Bartlett               | Ford XA Falcon GT                 | 163 tours                  | 7 h 50 min 99,1 s          | 127,39 km/h                |
| 1975 Hardie Ferodo 1000            | Peter Brock Brian Sampson              | Holden LH Torana L34              | 163 tours                  | 7 h 19 min 11,3 s          | 136,62 km/h                |
| 1976 Hardie-Ferodo 1000            | Bob Morris John Fitzpatrick            | Holden LH Torana L34              | 163 tours                  | 7 h 7 min 12,0 s           | 140,45 km/h                |
| 1977 Hardie-Ferodo 1000            | Allan Moffat Jacky Ickx                | Ford XC Falcon                    | 163 tours                  | 6 h 59 min 7,8 s           | 143,15 km/h                |
| 1978 Hardie-Ferodo 1000            | Peter Brock Jim Richards               | Holden LX Torana A9X SS           | 163 tours                  | 6 h 45 min 53,9 s          | 147,82 km/h                |
| 1979 Hardie-Ferodo 1000            | Peter Brock Jim Richards               | Holden LX Torana A9X SS           | 163 tours                  | 6 h 38 min 15,8 s          | 150,65 km/h                |
| 1980 Hardie-Ferodo 1000            | Peter Brock Jim Richards               | Holden VC Commodore               | 163 tours                  | 6 h 47 min 52,7 s          | 147,10 km/h                |
| 1981 James Hardie 1000             | Dick Johnson John French               | Ford XD Falcon                    | 120 tours                  | 4 h 53 min 52,7s           | 150,31 km/h                |
| 1982 James Hardie 1000             | Peter Brock Larry Perkins              | Holden VH Commodore               | 163 tours                  | 6 h 32 min 3,2s            | 153,04 km/h                |
| 1983 James Hardie 1000             | John Harvey Peter Brock Larry Perkins  | Holden VH Commodore               | 163 tours                  | 6 h 28 min 31,6 s          | 154,43 km/h                |
| 1984 James Hardie 1000             | Peter Brock Larry Perkins              | Holden VK Commodore               | 163 tours                  | 6 h 23 min 13,6s           | 156.57 km/h                |
| 1985 James Hardie 1000             | John Goss Armin Hahne                  | Jaguar XJ-S                       | 163 tours                  | 6 h 41 min 30,19 s         | 149,44 km/h                |
| 1986 James Hardie 1000             | Allan Grice Graeme Bailey              | Holden VK Commodore SS Group A    | 163 tours                  | 6 h 30 min 35,68 s         | 153,61 km/h                |
| 1987 James Hardie 1000             | Peter McLeod Peter Brock David Parsons | Holden VL Commodore SS Group A    | 158 tours.                 | 7 h 1 min 8,4 s            | 139,82 km/h                |
| 1988 Tooheys 1000                  | Tony Longhurst Tomas Mezera            | Ford Sierra RS500                 | 161 tours                  | 7 h 2 min 10,28 s          | 142,12 km/h                |
| 1989 Tooheys 1000                  | Dick Johnson John Bowe                 | Ford Sierra RS500                 | 161 tours                  | 6 h 30 min 53,44s          | 153,50 km/h                |
| 1990 Tooheys 1000                  | Win Percy Allan Grice                  | Holden VL Commodore SS Group A SV | 161 tours                  | 6 h 40 min 52,64 s         | 149,67 km/h                |
| 1991 Tooheys 1000                  | Jim Richards Mark Skaife               | Nissan Skyline BNR32 GT-R         | 161 tours                  | 6 h 19 min 14,80 s         | 158,21 km/h                |
| 1992 Tooheys 1000                  | Mark Skaife Jim Richards               | Nissan Skyline BNR32 GT-R         | 143 tours                  | 6 h 27 min 16,22 s         | 137,61 km/h                |
| 1993 Tooheys 100                   | Larry Perkins Gregg Hansford           | Holden VP Commodore               | 161 tours                  | 6 h 29 min 6,69 s          | 154,19 km/h                |
| 1994 Tooheys 1000                  | Dick Johnson John Bowe                 | Ford EB Falcon                    | 161 tours                  | 7 h 3 min 45,8425 s        | 141,5882 km/h              |
| 1995 Tooheys 1000                  | Larry Perkins Russell Ingall (en)      | Holden VR Commodore               | 161 tours                  | 6 h 20 min 32,4766 s       | 157,6701 km/h              |
| 1996 AMP Bathurst 1000             | Craig Lowndes Greg Murphy              | Holden VR Commodore               | 161 tours                  | 7 h 9 min 28,3584 s        | 139,7062 km/h              |
| 1997 AMP Bathurst 1000             | Geoff Brabham David Brabham            | BMW 320i                          | 161 tours                  | 6 h 41 min 25,4072 s       | 149,4681 km/h              |
| 1997 Primus 1000 Classic.          | Larry Perkins Russell Ingall (en)      | Holden VS Commodore               | 161 tours                  | 6 h 21 min 55,5483 s       | 157,0986 km/h              |
| 1998 AMP Bathurst 1000             | Rickard Rydell Jim Richards            | Volvo S40                         | 161 tours                  | 6 h 54 min 23,4756 s       | 144,7907 km/h              |
| 1998 FAI 1000                      | Jason Bright (en) Steven Richards      | Ford EL Falcon                    | 161 tours                  | 6 h 42 min 23,9039 s       | 149,1060 km/h              |
| 1999 FAI 1000                      | Steven Richards Greg Murphy            | Holden VT Commodore               | 161 tours                  | 6 h 51 min 48,8354 s       | 145,6969 km/h              |
| 2000 FAI 1000                      | Garth Tander (en) Jason Bargwanna      | Holden VT Commodore               | 161 tours                  | 7 h 23 min 30,2348 s       | 135,3259 km/h              |
| 2001 V8Supercar 1000               | Mark Skaife Tony Longhurst             | Holden VX Commodore               | 161 tours                  | 6 h 50 min 33,1789 s       | 146,1872 km/h              |
| 2002 Bob Jane T-Marts 1000         | Mark Skaife Jim Richards               | Holden VX Commodore               | 161 tours                  | 6 h 58 min 41,0260 s       | 143,3482 km/h              |
| 2003 Bob Jane T-Marts 1000         | Greg Murphy Rick Kelly                 | Holden VY Commodore               | 161 tours                  | 6 h 32 min 55,4044 s       | 152,7463 km/h              |
| 2004 Bob Jane T-Marts 1000         | Greg Murphy Rick Kelly                 | Holden VY Commodore               | 161 tours                  | 6 h 29 min 36,2055 s       | 154,0479 km/h              |
| 2005 Supercheap Auto 1000          | Mark Skaife Todd Kelly                 | Holden VZ Commodore               | 161 tours                  | 6 h 37 min 17,0012 s       | 151,0700 km/h              |
| 2006 Supercheap Auto Bathurst 1000 | Craig Lowndes Jamie Whincup            | Ford BA Falcon                    | 161 tours                  | 6 h 59 min 53,5852 s       | 142,9354 km/h              |
| 2007 Supercheap Auto Bathurst 1000 | Craig Lowndes Jamie Whincup            | Ford BF Falcon                    | 161 tours                  | 6 h 29 min 10,1985 s       | 154,2195 km/h              |
| 2008 Supercheap Auto Bathurst 1000 | Craig Lowndes Jamie Whincup            | Ford BF Falcon                    | 161 tours                  | 6 h 26 min 0,4291 s        | 155,4831 km/h              |
| 2009 Supercheap Auto Bathurst 1000 | Will Davison Garth Tander (en)         | Holden VE Commodore               | 161 tours                  | 6 h 40 min 2,4884 s        | 150,0284 km/h              |
| 2010 Supercheap Auto Bathurst 1000 | Craig Lowndes Mark Skaife              | Holden VE Commodore               | 161 tours                  | 6 h 12 min 51,4153 s       | 160,9668 km/h              |
| 2011 Supercheap Auto Bathurst 1000 | Garth Tander (en) Nick Percat          | Holden VE Commodore               | 161 tours                  | 6 h 26 min 52 s            | 155,0904 km/h              |
| 2012 Supercheap Auto Bathurst 1000 | Jamie Whincup Paul Dumbrell            | Holden VE Commodore               | 161 tours                  | 6 h 16 min 1,3304 s        | 159,6118 km/h              |
| 2013 Supercheap Auto Bathurst 1000 | Mark Winterbottom (en) Steven Richards | Ford FG Falcon                    | 161 tours                  | 6 h 11 min 27,9315 s       | 161,5697 km/h              |
| 2014 Supercheap Auto Bathurst 1000 | Chaz Mostert Paul Morris               | Ford FG Falcon                    | 161 tours                  | 7 h 58 min 53,2052 s       | 125,3273 km/h              |
| 2015 Supercheap Auto Bathurst 1000 | Craig Lowndes Steven Richards          | Holden VF Commodore               | 161 tours                  | 6 h 16 min 07,7070 s       | 159.5667 km/h              |
| 2016 Supercheap Auto Bathurst 1000 | Will Davison Jonathan Webb             | Holden VF Commodore               | 161 tours                  | 6 h 19 min 25,3237 s       | 158.1816 km/h              |
| 2017 Supercheap Auto Bathurst 1000 | David Reynolds Luke Youlden            | Holden VF Commodore               | 161 tours                  | 7h 11m 45.5456s            | 139.0071 km/h              |
| 2018 Supercheap Auto Bathurst 1000 | Craig Lowndes Steven Richards          | Holden ZB Commodore               | 161 tours                  | 6h 01m 44.8637s            | 165.9100 km/h              |
| 2019 Supercheap Auto Bathurst 1000 | Scott McLaughlin Alexandre Prémat      | Ford Mustang GT                   | 161 tours                  | 6h 27m 51.5260s            | 154.7408 km/h              |
| 2020 Supercheap Auto Bathurst 1000 | Shane van Gisbergen Garth Tander       | Holden ZB Commodore               | 161 tours                  | 6h 10m 56.1143s            | 161.8006 km/h              |
| 2021 Repco Bathurst 1000           | Chaz Mostert Lee Holdsworth            | Holden ZB Commodore               | 161 tours                  | 6h 15m 06.1952s            | 160.0028 km/h              |
| 2022 Repco Bathurst 1000           | Shane van Gisbergen Garth Tander       | Holden ZB Commodore               | 161 tours                  | 6h 41m 53.7220s            | 149.3363 km/h              |
| 2023 Repco Bathurst 1000           | Shane van Gisbergen Richie Stanaway    | Chevrolet Camaro ZL1-1LE          | 161 tours                  | 6h 07m 07.4957s            | 163.4800 km/h              |

### Record de victoires par pilote
| Victoires | Pilote              | Années                                               |
| --------- | ------------------- | ---------------------------------------------------- |
| 9         | Peter Brock         | 1972, 1975, 1978, 1979, 1980, 1982, 1983, 1984, 1987 |
| 7         | Jim Richards        | 1978, 1979, 1980, 1991, 1992, 1998, 2002             |
| 7         | Craig Lowndes       | 1996, 2006, 2007, 2008, 2010, 2015, 2018             |
| 6         | Larry Perkins       | 1982, 1983, 1984, 1993, 1995, 1997                   |
| 6         | Mark Skaife         | 1991, 1992, 2001, 2002, 2005, 2010                   |
| 5         | Steven Richards     | 1998, 1999, 2013, 2015, 2018                         |
| 5         | Garth Tander        | 2000, 2009, 2011, 2020, 2022                         |
| 4         | Bob Jane            | 1961, 1962, 1963, 1964                               |
| 4         | Harry Firth         | 1961, 1962, 1963, 1967                               |
| 4         | Allan Moffat        | 1970, 1971, 1973, 1977                               |
| 4         | Greg Murphy         | 1996, 1999, 2003, 2004                               |
| 4         | Jamie Whincup       | 2006, 2007, 2008, 2012                               |
| 3         | Dick Johnson        | 1981, 1989, 1994                                     |
| 3         | Shane van Gisbergen | 2020, 2022, 2023                                     |
| 2         | John Goss           | 1974, 1985                                           |
| 2         | Allan Grice         | 1986, 1990                                           |
| 2         | John Bowe           | 1989, 1994                                           |
| 2         | Russell Ingall      | 1995, 1997                                           |
| 2         | Tony Longhurst      | 1988, 2001                                           |
| 2         | Rick Kelly          | 2003, 2004                                           |
| 2         | Will Davison        | 2009, 2016                                           |
| 2         | Chaz Mostert        | 2014, 2021                                           |

### Victoires par marques
| Victoires | Constructeur  |
| --------- | ------------- |
| 36        | Holden        |
| 21        | Ford          |
| 2         | Nissan        |
| 1         | Vauxhall      |
| 1         | Mercedes-Benz |
| 1         | Morris        |
| 1         | Jaguar        |
| 1         | BMW           |
| 1         | Volvo         |